# Plaine Joux
Plaine Joux est un lieu-dit de France situé en Haute-Savoie, sur la commune de Passy, au-dessus de Plateau d'Assy et du hameau de Joux qui lui a donné son nom. Accessible par la route départementale 43 qui s'y termine, il s'y trouve la station de sports d'hiver de Passy Plaine-Joux pour la pratique du ski alpin et nordique, une aire de décollage de vol libre, des sites d'escalade, un panorama sur la vallée de l'Arve et le massif du Mont-Blanc, des centres de colonies de vacances à Guébriant ou encore des restaurants. Le site peut être rejoint en randonnée depuis le bas de la vallée selon différents itinéraires et il est l'une des étapes du sentier de GRP Tour du Pays du Mont-Blanc et du Tour des Fiz.
C'est l'un des sites touristiques les plus fréquentés du pays du Mont-Blanc.

## Histoire
Lieu d'implantation de chalets d'alpage, l'activité touristique se développe dans le sillage de l'arrivée des sanatoriums sur la commune de Passy et notamment celui de Guébriant à Plaine Joux. Le site fut accessible par un téléphérique depuis Chedde.

## Activités

### Sports d'hiver
En 2014, la capacité d'accueil de la commune et de la station, estimée par l'organisme Savoie-Mont-Blanc, est de 3 875 lits touristiques répartis dans 433 établissements. Cette capacité est inférieure à celles de 2013 (avec 4 032 lits) et 1995 (4 004 lits). Les hébergements se répartissent comme suit : 289 meublés  ; 1 résidences de tourisme ; 2 hôtels (contre 4 en 2012) ; quatre établissements d'hôtellerie de plein air ; 1 centres ou villages de vacances/auberges de jeunesse ; 5 gîtes ou gîtes d'étape. 196 structures sont adhérentes au réseau Gîtes de France.
La station comporte aussi une piste de luge, utile pour les jeunes enfants. Il y a aussi un espace pour les tout-petits qui veulent apprendre les ski avec un fil-neige. En 2016, un tapis roulant servant de remontée skis aux pieds adapté aux tout-petits est installé dans la station.

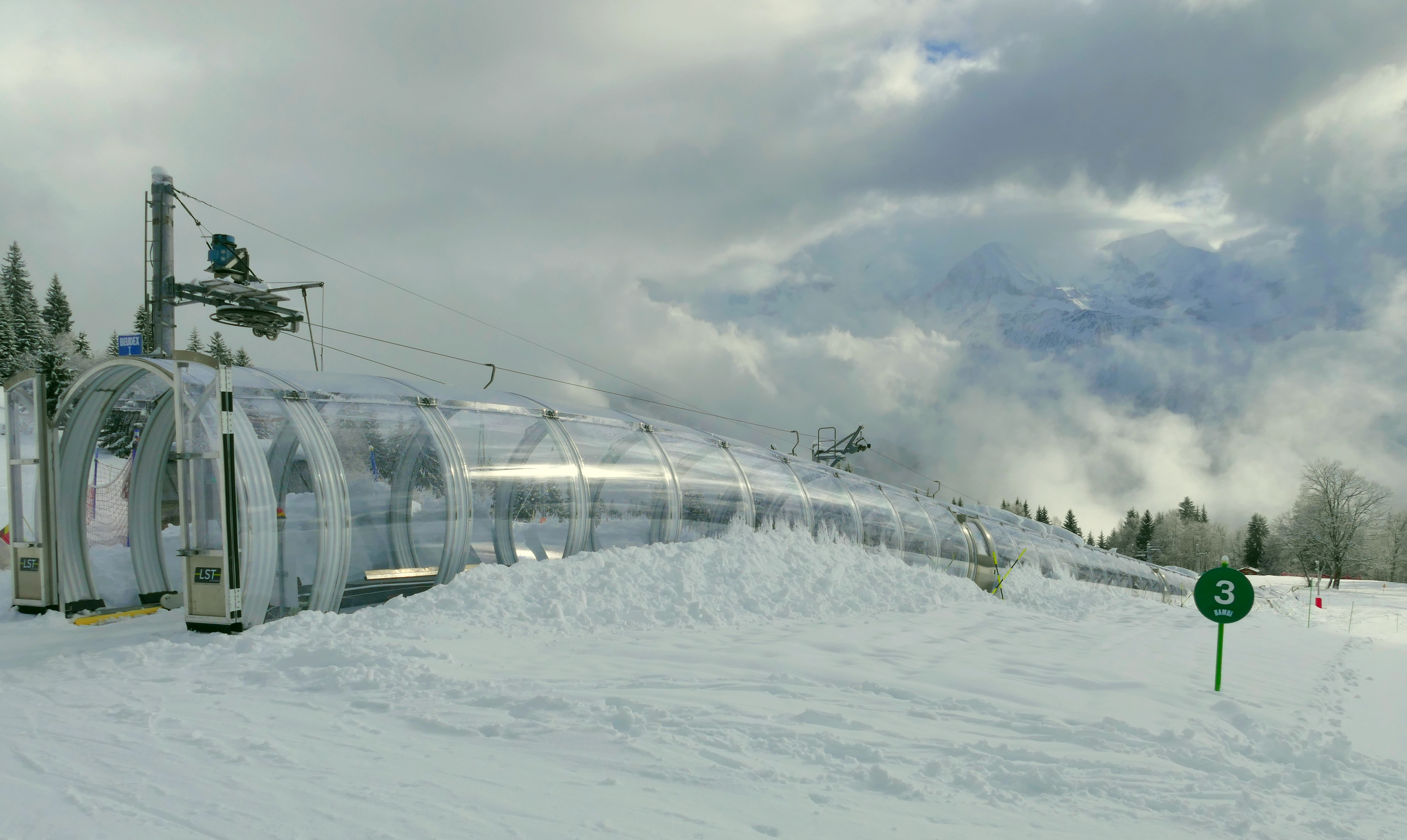
Le tapis roulant remontée pour les petits.
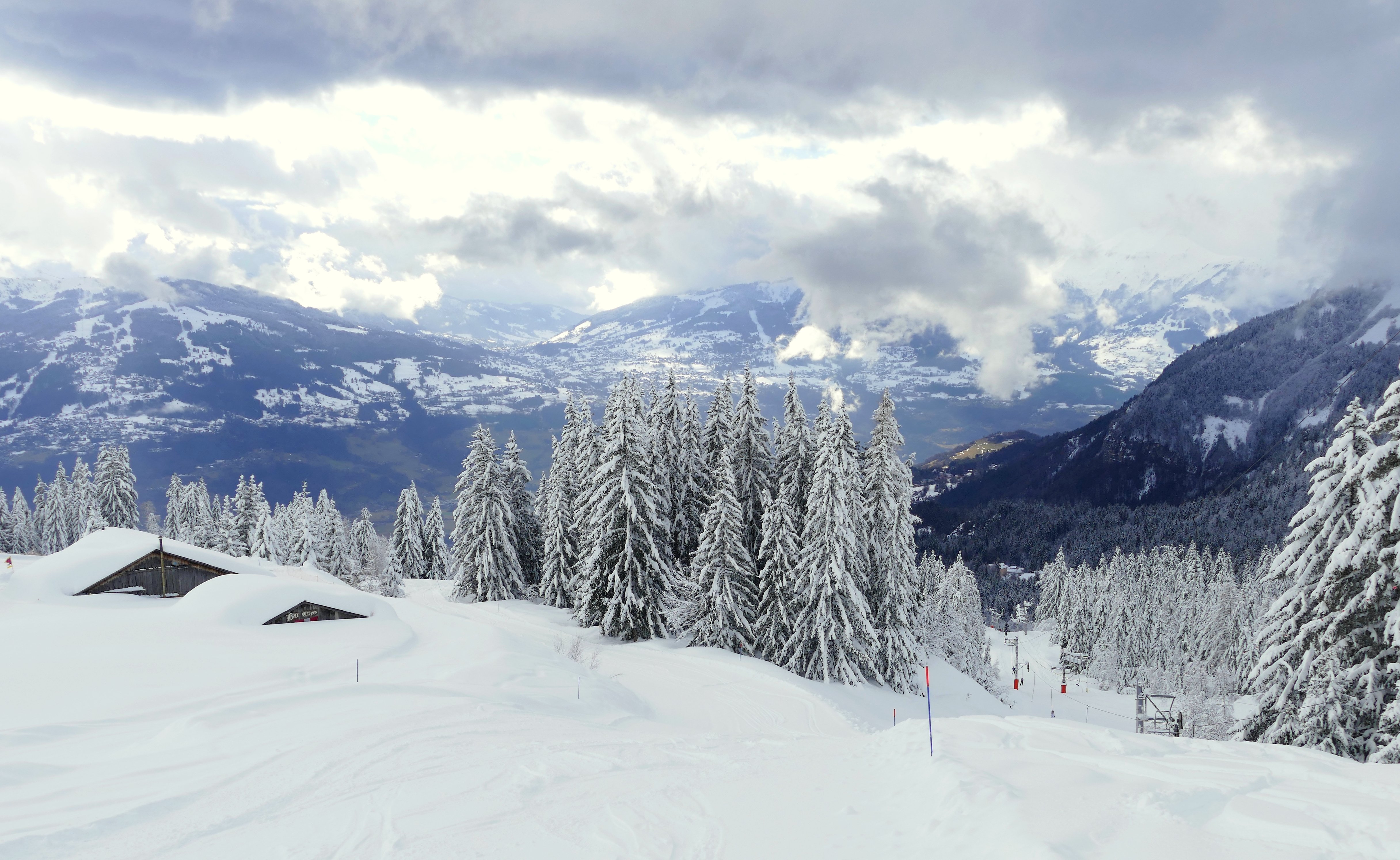
Haut des pistes et remontée Barnus après les fortes chutes de neige de janvier 2018.
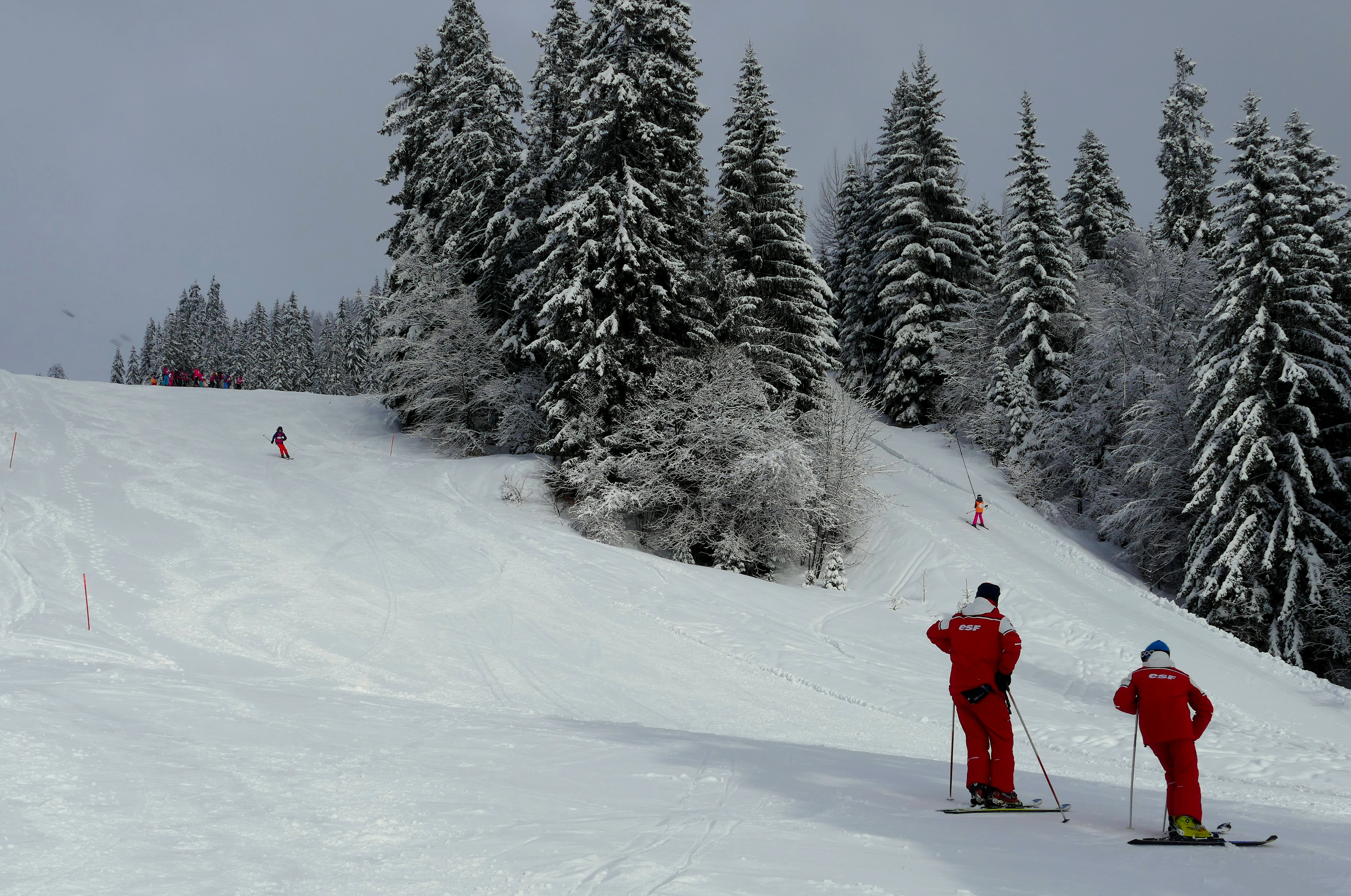
Deux moniteur de l'École du ski français surveillent une leçon de ski d'enfants en classe de neige.
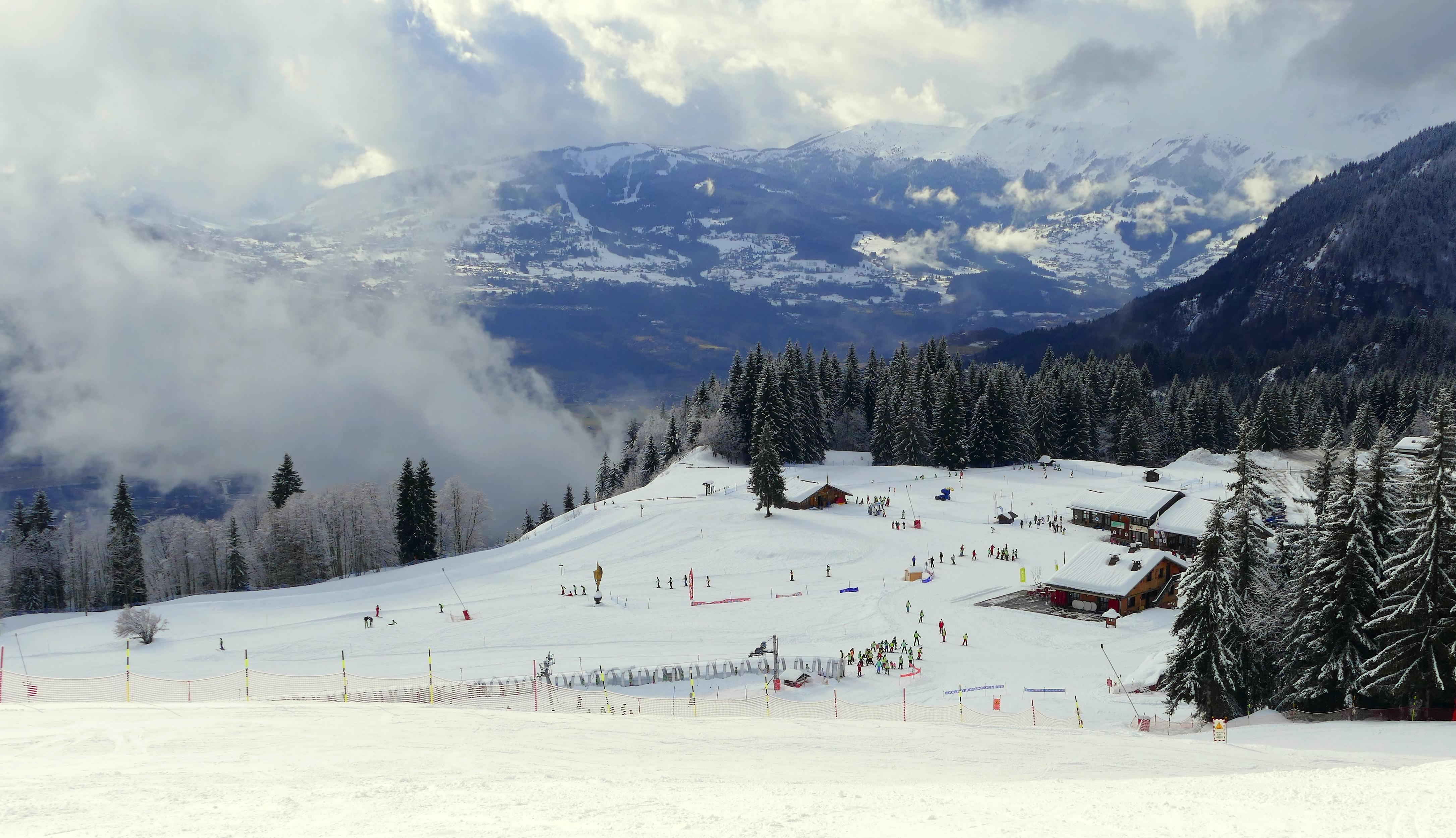
Vue d'ensemble du bas des pistes.

### Vol libre
Une aire de décollage destinée au vol libre est située sur l'un des flancs de la station.

### Escalade
Deux sites naturels d'escalade sont localisés à Plaine Joux : les blocs d'escalade de Plaine Joux, et les sites d'escalade de Larses et Barnus .